# Пчеларово (област Добрич)
 За другото българско село вижте Пчеларово (област Кърджали).  
Пчеларово е село в Североизточна България, община Генерал Тошево, област Добрич.

## География
Селото се намира в Добруджа, на 13 км от общинския център Генерал Тошево и на 18 км североизточна посока от областния център Добрич.

## История
Най-ранни писмени източници за селото са от 1526 година. През ХVІІІ век селото е посочено в официални османски документи на 16 места, като е записано с името Али бей. То е отбелязвано като Ели бей от 1732 до 1789 година. През 1873 година е включено в кааза Хаджиоглу – Пазарджишка (Добричка околия) с 19 мюсюлмански къщи и 32 български къщи.
Село Пчеларово сменя старото си османско име с българско с указ № 201 от 2 септември 1898 година. Предполага се, че новото име идва от местността Кованлък (тур-: пчелин), в която се намирала голямата Добричка могила Кованлък.
От 1913 г. селото попада в границите на Румъния, която тогава окупира Южна Добруджа. Румънската държава провежда агресивна политика и през 1932 г. румънските власти преименуват селото на „Присекани“, което пак може да се преведе като пчелин. По силата на Крайовската спогодба селото е върнато на България през 1940 г. Със заповед № 2191 от 27.06.1942 година е решено: „...село Пчеларово остава Пчеларово“.
В местността Кьор куфия на 1,5 км южно от селото, разположена западно от голямата могила, има следи от тракийско селище. На територията на пчеларовското землище има следи и от други стари селищни образувания. През 1950-те години Димка Серафимова, археоложка от Историческия музей в Благоевград, която е родом от село Пчеларово, събира голямо количество парчета от глинени съдове, части от стрели, кремъчни оръдия на труда и др. Според нея този археологически материал се състои от два типа керамика, характерна като славянска и прабългарска, което подсказва, че мястото е населявано хилядолетие назад. След 1850 година борбата за църковна свободата достига своята върховна точка и Пчеларово е едно от селата в Добруджа, които пламенно защитават българската идентичност по време на Възраждането. През 1861 година българите от Добрич (тогава Хаджиуглу Пазарджик) и от околните села изпращат до Високата порта в Цариград и до Гръцката патриаршия пореден проект за удовлетворяване на техните искания за църковна свобода. Той е подписан и от двама души от село Пчеларово. Искането им е удовлетворено и през същата година в Пчеларово се открива църква и училище. През 1874 г. в селото със семействата си живеят двама хаджии – х. Слави Георгиев (р. 1818) и х. Тони Кольов (р. 1789).
След обявяване на Руско-турската война българите от село Пчеларово дейно помагат на руската войска. Във военните сведения на руската армия се споменава тогавашното име на селото Ели бей. Пчеларовците Жельо Драганов и Вълчо Георгиев били задържани от турската власт в обвинение, че са съгледвачи на руските разузнавателни отряди, Жельо Драганов бива обесен на Каралезката чешма, а Вълчо успява да избяга и стига до гр. Меджидия (Румъния). Той се включва в една руска разузнавателна част на 16-и Донецки полк. На 8 януари 1878 година полкът води сражение край Ели Бей, в същия момент разузнавателния отряд на Вълчо Георгиев е бил на разузнаване до Каралезката чешма и се натъква на османски части, три войника от частта биват убити, а командирът тежко ранен. Загиналите биват погребани до чешмата. След три години Вълчо Георгиев мести костите на войниците в село Пчеларово. Днес мястото е известно като Казашкото гробче. Всяка година на 3 март се полагат цветя и венци от местните хора и руското консулство във Варна. След Освобождението в селото се заселват преселци от Северна Добруджа от селата Горно Чамурлий, Тулченско и Гьол Пунар, Кюстендженско. По-късно горно-чамурлиици били преместени в село Капиново.
През Балканската война по полетата на Тракия селото губи 13 души. В Първата световна война участие от селото вземат Ганьо Илиев и Койо Михалев, които загиват. В борбата за освобождението на Добруджа, в самия край на 1940 година, заболял неизличимо от непосилните условия в румънския затвор „Дофтана“, умира Стоян Д. Гунчев, секретар на ДРО в Пчеларово по време на чуждата окупация. На 9 ноември 1940 в училището се събират 11 души и основават кредитно-кооперативно сдружение, което по-късно през 1944 г. ще се именува „Земеделска кредитна кооперация – Надежда“.

## Култура
В началото на ХХ век в село Пчеларово се открива фелдшерски пункт, който обслужва тогавашните общини, а днес села Пчеларово и Паскалево.
Целодневна детска градина „Дора Габе“ е открита през 1975 г. Детското заведение отваря врати за децата от селата Пчеларово, Зограф, Узово, Градини, а впоследствие и за децата от с. Дъбовик. Групите са три и наброяват общо 75 деца. Понастоящем в селото се обучават и възпитават 26 деца в подготвителни и смесени възрастови групи.
Първото читалище в Пчеларово е създадено през 1897 г. и се е наричало „Зимна нощ“. Това особено име му е било дадено вероятно, защото дългите зимни нощи създавали най-благоприятни условия за четене и самообразоване на селяните. Новата история на читалището започва в 1941 г. През зимата на 1940 г. група младежи подготвят комедията „Милионерът“ по Й. Йовков в Джурковата къща. Представлението вдъхновява хората и на 10 януари 1941 г. е проведено учредително събрание. За негов председател е избран Иван Стоянов. Решават бъдещото читалище да носи името на светите братя Кирил и Методий. Първи гости на културния дом са светилата на българската литература Елин Пелин, Ангел Каралийчев, Димитър Талев. Дейността на НЧ „Св. св. Кирил и Методий“ бързо се разраства през годините и така през март 1956 г. то вече се помещава в нова сграда. До края на 1980-те години към него работят следните школи: театрална, хумористична, танцова, детска, битова група и оркестър, школа за пиано и художествено слово. Библиотеката разполага 11 055 тома литература и периодични издания. Оборудван е кабинет с мултимедия, реализиран по програма „Глобални библиотеки“.

## Население
Текущата демографска статистика за населението на НСИ към 31.12.2018 г. сочи, че селото наброява 459 жители.
Числеността на населението според преброяванията през годините:
| \| Година на преброяване \| Численост \| \| --------------------- \| --------- \| \| 1934 \| 1148 \| \| 1946 \| 1177 \| \| 1956 \| 1243 \| \| 1965 \| 1284 \| \| 1975 \| 1088 \| \| 1985 \| 818 \| \| 1992 \| 738 \| \| 2001 \| 668 \| \| 2011 \| 482 \| \| 2021 \| 358 \| |           |
| Година на преброяване | Численост |
| 1934 | 1148      |
| 1946 | 1177      |
| 1956 | 1243      |
| 1965 | 1284      |
| 1975 | 1088      |
| 1985 | 818       |
| 1992 | 738       |
| 2001 | 668       |
| 2011 | 482       |
| 2021 | 358       |

Преброяване на населението през 2011 г.
Численост и дял на етническите групи според преброяването на населението през 2011 г.:
|                     | Численост, души | Дял, % |
| Общо                | 425             | 100 %  |
| Българи             | 67              | 16 %   |
| Турци               | 14              | 3 %    |
| Цигани              | 340             | 80 %   |
| Други               | -               | -      |
| Не се самоопределят | 4               | 1 %    |
| Не са отговорили    | -               | -      |

Статистиката сочи че през 1874 г. в селото е имало 192 души от мъжки пол (132 българи, 51 татари – преселници и 9 турци).

## Икономика
Землището на селото е с обработваема площ 23 150 дка, а 547 дка са пасища и мери. Земята в този район, както и в цяла Добруджа, е характерна със своето плодородие.
Основният поминък си остава селското стопанство във всичките му разновидности.

## Редовни събития
Съборът на селото се провежда на 6 септември.

## Личности
Селски кметове
- Петър Никифоров (1944)

Родени в Пчеларово
- Андон Г. Шопов (?-1944), загинал като противовъздушен защитник при бомбардировката на София.[7]
- Ахмед Доган, български политик